# Ulrich Müller-Hönow
Ulrich Müller-Hönow (Geburtsname: Ulrich Müller; * 1955) ist ein deutscher Schauspieler, Regisseur, Theaterleiter, Puppenspieler, Synchron- und Hörspielsprecher.

## Leben
Ulrich Müller-Hönow absolvierte 1980 die Staatliche Schauspielschule Berlin und trat anschließend für sechs Jahre an den Bühnen der Stadt Magdeburg sein erstes Engagement an. Es folgten zehn Jahre am Maxim-Gorki-Theater in Berlin. Seit 1996 war er freischaffend tätig. Seit 2001 ist Ulrich Müller-Hönow Mitglied des Schauspielensembles Klassik am Meer in Koserow. An der Theaterakademie Vorpommern und der Berliner Schule für Schauspiel ist er als Schauspieldozent tätig und führt auch Regie. Im Jahr 2017 übernahm er das Berliner Puppentheater Prenzlkasper. Ein weiterer wichtiger Bestandteil seines kreativen Schaffens ist die Malerei, was er schon bei Ausstellungen bewiesen hat. Für das Fernsehen stand er bereits mehrmals vor der Kamera. Seine Stimme wurde durch häufige Einsätze als Hörspiel- und Synchronsprecher bekannt.

## Filmografie
- 1974: Der Leutnant vom Schwanenkietz (Fernseh-Dreiteiler)
- 1984: Polizeiruf 110: Freunde
- 1988: Polizeiruf 110: Eine unruhige Nacht (Fernsehreihe)
- 1988: Stunde der Wahrheit (Fernsehfilm)
- 1997: Stadtklinik (Fernsehserie, 1 Episode)
- 1999: Wolffs Revier (Fernsehserie, 1 Episode)
- 2000: Auf eigene Gefahr (Fernsehserie, 1 Episode)

## Theater

### Schauspieler
- 1980: Georg Büchner: Woyzeck – Regie: Peter Schroth/Peter Kleinert (Staatliche Schauspielschule Berlin im Theater im Palast Berlin)
- 1980: Peter Hacks: Adam und Eva – Regie: Gerd Jurgons (Bühnen der Stadt Magdeburg)
- 1981: Wiktor Rosow: Das Nest des Auerhahns – Regie: Albert Hetterle (Maxim-Gorki-Theater Berlin)
- 1982: Adolf Nowaczynski: Der Große Friedrich (Kornett bei den Husaren) – Regie: Karl Schneider (Bühnen der Stadt Magdeburg)
- 1983: Alexander Sanin: Ich bin ein Mensch – Regie: Wladimir Andrejew/Karl Schneider
- 1986: Ulrich Plenzdorf nach Tschingis Aitmatow: Ein Tag länger als ein Leben (Sholaman) – Regie: Siegfried Höchst (Maxim-Gorki-Theater Berlin)
- 1986: Alexander Galin: Testamente (Grigori) – Regie: Wolfram Krempel (Maxim-Gorki-Theater Berlin)
- 1991: Georges Feydeau: Du bist dran, ich passe – Regie: Ulrich Engelmann (Maxim-Gorki-Theater Berlin)
- 1991: Trevor Griffiths: Komiker (Mick Connor) – Regie: Rolf Winkelgrund (Maxim-Gorki-Theater Berlin)
- 1992: Maxim Gorki: Wassa Schelesnowa (Semjon) – Regie: Rolf Winkelgrund (Maxim-Gorki-Theater Berlin)
- 1992: Arthur Miller: Tod eines Handlungsreisenden – Regie: Siegfried Bühr (Maxim-Gorki-Theater Berlin)
- 1993: Luigi Pirandello: Die Riesen vom Berge – Regie: Rolf Winkelgrund (Maxim-Gorki-Theater Berlin)
- 1993: Nelson Rodrigues: Kuss im Rinnstein (Inspektor Aruba) – Regie: Fred Berndt (Maxim-Gorki-Theater Berlin)
- 1994: Johann Friedrich Kind/Carl Maria von Weber: Der Freischütz (Caspar) – Regie: Thomas Kirchner (Maxim-Gorki-Theater Berlin)
- 1994: Hans Henny Jahnn: Medea – Regie: Rolf Winkelgrund (Maxim-Gorki-Theater Berlin)
- 1999: Katharina Gericke: Jonahs Hunde. Pit-Bulls – Regie: Katharina Gericke (Hackesches Hoftheater)
- 2002: Hugo von Hofmannsthal: Jedermann – Regie: Jürgen Kern (Klassik am Meer – ev. Kirche Koserow)
- 2006: Bertolt Brecht: Galileo Galilei – Regie: Jürgen Kern (Klassik am Meer – ev. Kirche Koserow)
- 2013: Brandon Thomas: Charleys Tante (Diener Brasset) – Regie: Jürgen Kern (Schlosstheater Celle)
- 2013: Wilhelm Meinhold: Die Bernsteinhexe (Abraham Schweindler, Pfarrer zu Koserow) – Regie: Jürgen Kern (Klassik am Meer – ev. Kirche Koserow)
- 2015: Friedrich Schiller: Matia Stuart (Paulet) – Regie: Jürgen Kern (Klassik am Meer – ev. Kirche Koserow)
- 2015: Gotthold Ephraim Lessing: Emilia Galotti – Regie: Jens Schäfer  (Klassik am Meer – ev. Kirche Koserow)

### Regisseur
- 2004: William Shakespeare: Was ihr wollt (Vorpommersche Landesbühne)
- 2012: Aristophanes: Lysistrata (Theaterakademie Vorpommern)
- 2016: Wilhelm Hauff: Das Wirtshaus im Spessart (Europäisches Theaterinstitut Berlin)
- 2017: Friedrich Schiller: Maria Stuart (Europäisches Theaterinstitut Berlin)

## Puppenspiel-Bühne
- 2018: Brüder Grimm: Hänsel und Gretel
- 2019: Wilhelm Hauff: Das Wirtshaus im Spessart
- 2019: Brüder Grimm: Frau Holle
- 2019: Brüder Grimm: Schneewittchen

## Hörspiele
- 1986: Gisela Richter-Rostalski: Ehrgeizige Pläne (Herr Wendebrest) – Regie: Detlef Kurzweg (Kurzhörspiel aus der Reihe Waldstraße Nummer 7 – Rundfunk der DDR)
- 1989: Albert R. Pasch/Landolf Scherzer: Der Erste – Regie: Barbara Plensat (Hörspiel – Rundfunk der DDR)
- 1990: Wilfried Bergholz: Sinn für alles Schöne (Mann) – Regie: Detlef Kurzweg (Hörspiel – Rundfunk der DDR)
- 1990: Wilfried Bergholz: Tinas Trick (Peter) – Regie: Detlef Kurzweg (Kurzhörspiel – Rundfunk der DDR)
- 1990: Andreas Knaup nach Wladimir Majakowski:  Majakiade oder: Ich will, Die Heimat soll mich verstehen (Chor) – Regie: Barbara Plensat (Hörspiel – Rundfunk der DDR)
- 1990: Rita Herbst: Eine schrecklich nette Person (Assistent) – Regie: Detlef Kurzweg (Kriminalhörspiel/Kurzhörspiel – Rundfunk der DDR)
- 1990: Veit Stiller: Alte Freundschaft (Beleuchter) – Regie: Detlef Kurzweg (Kriminalhörspiel/Kurzhörspiel – Rundfunk der DDR)

## Synchronisationen

### Spielfilme
- 1993: Art Garfunkel als Dr. Lawrence Augustine in Boxing Helena
- 1994: Byron Jennings als Moomaw in Quiz Show
- 1994: Mack Miles als Tyrell in Die Verurteilten
- 1997: Levan Uchaneishvili als Sergei Lenski in Air Force One
- 1997: Paul Whitby als Stefan in Amy Foster – Im Meer der Gefühle
- 1998: C.J. Byrnes als Arzt in Der Pferdeflüsterer
- 2000: Terry Chen als Kung in Romeo Must Die
- 2000: Todd Dulmage als Küstenwachenoffizier in X-Men
- 2001: Brian Schulz als Reporter in Harvard Man
- 2001: als Assistent in Millennium Actress
- 2003: Anthony Klingman als Ringrichter in Seabiscuit – Mit dem Willen zum Erfolg

### Fernsehserien
- 1990–1995: Darryl Fong als Kim Chang in Ausgerechnet Alaska (1 Episode)
- 1993–2018: Matthew Butcher als Sanitäter in Akte X – Die unheimlichen Fälle des FBI (1 Episode)
- 1993–2018: Jamie McShane als Verwundeter Soldat in Akte X – Die unheimlichen Fälle des FBI (1 Episode)
- 1993–2001: Matt Battaglia als Richard Locke in Diagnose: Mord (1 Episode)
- 1993–2001: Matt Kaminsky als Henry in Diagnose: Mord (1 Episode)
- 1993–2001: Laurence Lau als Greg Hutchens in Diagnose: Mord (1 Episode)
- 1993–2001: Eric Leviton als Plumber in Diagnose: Mord (1 Episode)
- 1994–2009: Seth Ayott als Larry in Emergency Room – Die Notaufnahme (1 Episode)
- 1994–2009: Colin Campbel als Feuerschlucker in Emergency Room – Die Notaufnahme (1 Episode)
- 1994–2009: Clifton Collins junior als Mr. Brown in Emergency Room – Die Notaufnahme (1 Episode)
- 1994–2009: Steven Culp als Dr. Charles Cameron in Emergency Room – Die Notaufnahme (1 Episode)
- 1994–2009: Galen Michael Day als Sammys Vater in Emergency Room – Die Notaufnahme (1 Episode)
- 1994–2009: Terence Bernie Hines als Roy Felton in Emergency Room – Die Notaufnahme (1 Episode)
- 1994–2009: Sean Le Sure als Rettungshelfer Strummer in Emergency Room – Die Notaufnahme (1 Episode)
- 1994–2009: Stewart Levine als Polizist in Emergency Room – Die Notaufnahme (1 Episode)
- 1994–2009: Ricardo Medina Jr. als Aidan Fenwick in Emergency Room – Die Notaufnahme (1 Episode)
- 1994–2009: David Roberson als Officer Durcy in Emergency Room – Die Notaufnahme (1 Episode)
- 1994–2009: Bart Tangredi als Bargast in Emergency Room – Die Notaufnahme (1 Episode)
- 1994–2009: Wesley Thompson als Fritz in Emergency Room – Die Notaufnahme (1 Episode)
- 1994–2009: David Warshofsky als Captain Saldro in Emergency Room – Die Notaufnahme (1 Episode)
- 1995–2005: Darrel Casalino als Captain Robbins in JAG – Im Auftrag der Ehre (1 Episode)
- 1995–2005: François Chau als Kin Ku in JAG – Im Auftrag der Ehre (1 Episode)
- 1995–2005: Bo Clancey als Lance Corporal Carr in JAG – Im Auftrag der Ehre (1 Episode)
- 1995–2005: Jeff Corbett als Lieutenant Gladden in JAG – Im Auftrag der Ehre (1 Episode)
- 1995–2005: Richard Kuhlman als Journalist in JAG – Im Auftrag der Ehre (1 Episode)
- 1995–2005: Matt McKenzie als Felton Swaggard in JAG – Im Auftrag der Ehre (1 Episode)
- 1995–2005: Rob Moran als Cop in JAG – Im Auftrag der Ehre (1 Episode)
- 1995–2005: David Naughton als Detective Grady in JAG – Im Auftrag der Ehre (1 Episode)
- 1997–2002: John Thaddeus als Michael Young in Ally McBeal (1 Episode)
- 1997–2002: Don Cummings als Kellner in Dharma & Greg (1 Episode)
- 1997–2004: Clark Gregg als Mr. McGrath, Julies Bruder in Practice – Die Anwälte (1 Episode)
- 1990–2004: Todd Jensen als Reporter in Practice – Die Anwälte (1 Episode)
- 1990–2004: Jim Lau als Paul Ioki in Practice – Die Anwälte (1 Episode)
- 1990–2004: Faran Tahir als Dr. Michael Shields in Practice – Die Anwälte (1 Episode)
- 1990–2004: David Valcin als Jacobs-Sohn in Practice – Die Anwälte (1 Episode)
- 1990–2004: Frank Topol als Billardspieler in Stargate – Kommando SG-1 (1 Episode)
- 1998–2004: Ed Fry als Gilles in Sex and the City (1 Episode)
- 1998–2004: James McCaffrey als Paul Denai in Sex and the City (1 Episode)
- 1998–2004: Sebastian Roché als Jerry in Sex and the City (1 Episode)
- 1999–2000: als Numemon C in Digimon (1 Episode)
- 1999–2000: Hiroaki Hirata als Nachrichtensprecher inDigimon (1 Episode)
- 1999–2001: Takahiro Sakurai als Keisuke Tachikawa in Digimon (3 Episoden)
- 2000–2015: Max Martini als Jarrod Malone in CSI – Den Tätern auf der Spur (1 Episode)
- 2000–2006: David A. Kimball als Steve in Malcolm mittendrin (1 Episode)
- 2001–2010: Max Martini als Steve Goodrich in 24 (3 Episoden)
- 2001–2006: Endre Hules als Mr. Vashko in Alias – Die Agentin (1 Episode)
- 2001–?: John Rosenfeld als Agent Charles in Navy CIS (1 Episode)
- 2009–2011: Max Martini als Dr. Dave Burns in Lie to Me (3 Episode)
- 2010–2011: William Russ als Lt. Howard in The Defenders (1 Episode)